# Verwaltungsgemeinschaft Arendsee-Kalbe
In der Verwaltungsgemeinschaft Arendsee-Kalbe im Altmarkkreis Salzwedel im Nordwesten des Landes Sachsen-Anhalt waren bis zum 31. Dezember 2009 17 Gemeinden zusammengeschlossen. Sitz der Verwaltungsgemeinschaft war die Stadt Arendsee (Altmark).
Die Verwaltungsgemeinschaft entstand am 1. Januar 2005 durch die Zusammenlegung der aufgelösten Verwaltungsgemeinschaften Kalbe (Milde) und Arendsee/Altmark und Umgebung sowie den Gemeinden Brunau, Jeetze, Packebusch und Vienau aus der aufgelösten Verwaltungsgemeinschaft Altmark-Mitte.
Am 1. Januar 2009 wurden die Gemeinden Altmersleben, Güssefeld, Kahrstedt, Neuendorf am Damm, Wernstedt und Winkelstedt nach Kalbe (Milde) eingemeindet, die Anzahl der Mitgliedsgemeinden reduzierte sich von 23 auf 17. 
Umfangreiche Gebietsänderungen fanden am 1. Januar 2010 statt. Dabei entstanden die beiden Einheitsgemeinden Kalbe (Milde) und Arendsee (Altmark). Die Verwaltungsgemeinschaft wurde in diesem Zuge aufgelöst. Die Gemeinden Binde, Höwisch, Kaulitz, Kerkau, Kläden, Kleinau, Leppin, Neulingen, Sanne-Kerkuhn, Schrampe, Thielbeer und Ziemendorf wurden in die Stadt Arendsee (Altmark) eingemeindet. Binde, Kaulitz und Kerkau waren zuvor Mitgliedsgemeinden der Verwaltungsgemeinschaft Salzwedel-Land. Die Gemeinden Brunau, Engersen, Jeetze, Packebusch, Kakerbeck und Vienau wurden zu Ortsteilen der Stadt Kalbe (Milde).

## Die Gemeinden mit ihren Ortsteilen
Bis zum 31. Dezember 2009 waren, laut Leitung des gemeinsamen Verwaltungsamtes, folgende Gemeinden Mitglied der Verwaltungsgemeinschaft:
- Stadt Arendsee (Altmark) mit Genzien und Gestien
- Stadt Kalbe (Milde) mit Altmersleben, Bühne, Butterhorst, Dammkrug, Faulenhorst, Güssefeld, Kahrstedt, Karritz, Neuendorf am Damm, Neu Wernstedt, Vahrholz, Vietzen, Wernstedt, Winkelstedt, Wustrewe
- Brunau mit Plathe
- Engersen mit Klein Engersen
- Höwisch
- Jeetze mit Siepe
- Kakerbeck mit Brüchau und Jemmeritz
- Kläden mit Kraatz
- Kleinau mit Dessau und Lohne
- Leppin mit Harpe und Zehren
- Neulingen
- Packebusch mit Hagenau
- Sanne-Kerkuhn mit Kerkuhn und Sanne
- Schrampe mit Friedrichsmilde und Zießau
- Thielbeer mit Zühlen
- Vienau mit Beese, Dolchau und Mehrin
- Ziemendorf